# Свиридов, Иван Александрович
Ива́н (Иоа́нн) Алекса́ндрович Свири́дов (3 января 1951, Одинцово — 9 ноября 2023, Москва) — заштатный клирик (протоиерей) Московской епархии Русской православной церкви, деятель экуменического движения, радиоведущий, публицист. Сотрудник ОВЦС (1982—1991) и Отдела религиозного образования и катехизации (1991—1996). Руководитель радиостанции «Христианский церковно-общественный канал» (1995—2010).

## Биография
Родился 3 января 1951 года в Одинцове Московской области. Окончил Абрамцевское художественное училище с дипломом художника-прикладника. Работал художником-оформителем. В 1969—1971 годы служил в рядах Вооружённых сил.
В начале 1970-х годов пришел в Русскую православную церковь. В 1973—1976 учился в Московской духовной семинарии, окончив её по первому разряду. В 1976—1980 гг. учился в Московской духовной академии, окончил её с отличием, защитив кандидатскую диссертацию на тему «Гносеология священника Павла Флоренского». Сокращенный текст выпускной его работы был опубликован в 1986 году в сборнике «Богословские труды». Позднее выпустил доработанный вариант диссертации в виде книги «У стен нового Иерусалима».
В 1980—1982 годы преподавал в МДА. В 1982—1991 годы был референтом экуменического сектора Отдела внешних церковных сношений Московского патриархата.
11 апреля 1985 года в храме святых Петра и Павла в Солдатской слободе в Москве заместителем председателя ОВЦС епископом Солнечногорским Сергием (Фоминым) был рукоположен во диакона, а 13 апреля 1985 года том же — во пресвитера.
В 1987—1988 годы учился в Экуменическом институте Боссэ в Швейцарии. Как он иронически сказал о себе в 2016 году: «Я учился в экуменической школе, так что — я дипломированный экуменист». Председатель Покровского братства (до 9 сентября 1991).
В 1991 году перешел во вновь созданный Отдел религиозного образования и катехизации, возглавив там сектор средств массовой информации и возглдавлял его до 1994 года. Параллельно преподавал историю христианства в средней школе, начал сотрудничать со СМИ, вёл передачи на радио «София». В 1991—1993 годы — клирик храма Сергия Радонежского в Крапивниках.
В 1990-е был автором многих статей и членом редакционного совета газеты «Русская мысль» (Париж); шеф-редактор московского отделения газеты «Русская
мысль». Ушёл из газеты после смерти её главного редактора Ирины Иловайской-Альберти. В 1994 году учреждает «Ассоциацию развития русской культуры» совместно с М. Ф. Гохманом и В. А. Сендеровым. В связи с конфликтом с руководством РПЦ вышел за штат.
В 1995 году стал одним из основателей Центра апостола Павла при журфаке МГУ и радиостанции «Христианский церковно-общественный канал» (совместно с И. А. Иловайской-Альберти), куда было включено возглавляемое им радио «София». Также учредителем и президентом итальянско-австрийско-российского Фонда «Радио Мария». В 1998 году учреждает ООО «Екклесия Пресс» совместно с В. А. Ровнер (Андреевой). В 2000 году создает культурно-просветительское учреждение «София».
В последующие годы руководил деятельностью «Христианского церковно-общественного канала», где активно выступал и в качестве ведущего. Радиостанция прекратила аналоговое вещание 1 ноября 2009 года в связи с тем, что католический Фонд «Kirche in Not», финансировавший радиостанцию, «принял решение закрыть этот проект». В феврале 2010 года прекратилось и интернет-вещание поскольку «опыт показал, что собираемых добровольных пожертвований недостаточно для продолжения вещания даже в таком режиме»
В 2010 году в издательстве ББИ вышла его книга «Начала. Опыт прочтения четвертого Евангелия», в основу которой лёг цикл радиобесед автора на радио «София» начала 2000-х годов. Автор посвятил книгу памяти Ирины Иловайской-Альберти. Презентация состоялась 25 сентября 2010 года в рамках торжественного вечера, посвященного 20-летию Библейско-богословского института св. апостола Андрея.
Скончался скончался 9 ноября 2023 года после тяжёлой болезни, с которой боролся последние годы. Отпевание совершил в храме Успения Пресвятой Богородицы в Газетном переулке в Москве его друг и коллега по радиостанции «Христианский церковно-общественный канал» священник Владимир Лапшин. Похоронен на Тучковском кладбище в Московской области.

## Взгляды
Подписал «Обращение к Святейшему Патриарху Московскому и всея Руси Алексию II православных священнослужителей» от 10 апреля 1994 года с призывом к дискуссии по вопросу богослужебного уклада.
В 1997 году выступал в поддержку фильма Мартина Скорцезе «Последнее искушение Христа». В том же году раскритиковал закон «О свободе совести и религиозных объединениях»: «очевидно то, что закон действительно антизападный. Все сделано, чтобы как можно более затруднить возможность тех религиозных групп, центры которых находятся вне территории России. Здесь трудно сказать, но этот страх западного влияния очень напоминает комплекс неполноценности. А вдруг у нас при этой свободе все заполонится католической, протестантской или какой-то другой пропагандой, и мы лишимся вообще всего в этой стране? У них возможности — ведь простое мышление — они могут купить стадионы. Действительно, покупали и стадионы, выступали, но в нашей стране есть масса мероприятий гораздо страшнее, чем проповедник Финли или Билли Грэм, которые, собирая публику, говорят о Евангелии, призывают верить во Христа как Бога и Спасителя и уезжают, оставляя только свои офисы или ещё какие-то небольшие организации. А люди, расходясь, забирают с собой Библии и Евангелие, и некоторые из них приходят потом в православную церковь».
В 1999 году так оценил концепцию возглавляемой им радиостанции: «Наши сотрудники далеко не консервативны, а на радио мы говорим о демократических ценностях, имеем свои взгляды, не совпадающие с ортодоксальной Церковью, за что и подвергаемся критике с её стороны. Если ты один носитель истины, то становишься внутренне замкнутым. Спонсоры в России требуют взамен пропагандирование их взглядов, и мы вынуждены перейти на обслуживание иной структуры, чтобы не расставаться со свободой слова»
В 2001 году вопреки официальной позиции руководства Русской православной церкви поддержал визите Иоанна Павла II на Украину и присутствовал на совершённых им богослужениях. В 2005 году критиковал противодействие руководства Русской православной церкви приезду в Россию папы римского Иоанна Павла II, написал по случаю его смерти: «Больно и стыдно за „истеблишмент“ РПЦ МП, который не внял ни просьбам, ни мольбам, и был тверд в своем решении не пускать Папу в Россию». Самого Иоанна Павла II он охарактеризовал как «высокого, мудрого и доброго человека».
Выступил с осуждением православных активистов, остановивших в 2003 году выставку «Осторожно, религия!» в Сахаровском центре: «Что такое человеческое творчество? Это выявление себя. Тут могут быть ошибки, тут может быть желание показать свой внутренний, скрытый мир. Это объект изучения и объект современной культуры. Это также объект христианского отношения к этой культуре. Ведь именно здесь человек обнажен. Но это есть проявление человеческого. А ведь наивысшим проявлением человечности было отношение Христа к распинающим его: „Я прощаю их всех“. Христианин не может быть агрессором по отношению к чужому греху, ибо он носитель прощения. На выставке нет ничего, что бы все мы не видели в обычной жизни, на улице, в общественных местах. И если мы хотим избавиться от этого проявления „искусства“, то начинать надо не с этой выставки, и не с центра имени Сахарова. Начинать надо с нас самих и с нашего отношения к жизни и религии, с нашего отношения к вере».
Подписал обращение «Узнать Христа в Его народе» от 20-24 апреля 2007 года в поддержку государства Израиль и экуменического диалога с иудаизмом.

## Оценки деятельности
19 декабря 1995 года в обращение ряда священников Русской православной церкви по поводу католической экспансии отмечлось: «Создаётся впечатление, что Ватикан пытается создать внутри Русской Православной Церкви прослойку духовенства, лояльную к католическому вероучению и служащую делу заключения унии. Особенно прискорбным является тот факт, что не последнюю роль в этом деле играет сотрудник Отдела религиозного образования и катехизации прот. Иоанн Свиридов». Составители сборника «Современное обновленчество — протестантизм „восточного обряда“» (1996) писали о нём: «Ситуация с о. И.Свиридовым прямо-таки парадоксальная: формально православный клирик, принимая участие в католических богослужениях и признавая католическую догматику (защита в прямом эфире скандального латинского догмата 1870 г. о „папской непогрешимости“ в области вероучения; учение о Filioque, осужденное Православной Церковью как ересь, в устах прот. Свиридова таковой не является, а, напротив, „помогает“ ему „раскрытию тайны Пресвятой Троицы“ <…>), при этом почему-то продолжает служить в православных храмах по восточному византийскому обряду, хотя не числится в штате клириков ни одного храма г. Москвы (может быть, прот. Свиридов тайно числится в штате римского Колизея?). Что же препятствует о. Иоанну Свиридову, заявившему однажды в прямом эфире, что когда его называют католиком — для него это высшая похвала, определиться со своей конфессиональной принадлежностью и открыто объявить себя католиком восточного обряда?».
16 декабря 1997 года Патриарх Московский и всея Руси Алексий II на Епархиальном собрании Московской епархии в обращении к клиру и приходским советам храмов города Москвы отметид: «Заштатный протоиерей Иоанн Свиридов обвиняет Патриарха в том, что он-де является главой нацистского собора, говорит, что не может жить, где иерархи такой Церкви присутствуют в этом жутком кошмаре. И это по поводу Русского Национального Собора, озаботившегося физическим и нравственным здоровьем нашего народа! Возрожденную всенародную святыню — Храм Христа Спасителя он кощунственно именует чудовищем и произведением сталинской архитектуры»
В 2007 году публицист Михаил Ситников писал про Иоанна Свиридова и его радиостанцию: «на формировании концепции (а затем и аудитории) ХЦОКа сказалось влияние таких незаурядных личностей, как Ирина Иловайская, протоиерей Иоанн Свиридов, священники Георгий Чистяков и Владимир Лапшин. В просторечье о ХЦОКе говорили как о либеральном христианском радио, что в некоторой степени было верно — благодаря этой радиостанции многие православные открыли для себя буквально другое, не знакомое им православие, обращенное одновременно и к истреблённой большевизмом дореволюционной российской духовной традиции, и к мировой христианской культуре. А параллельное вещание католической „Софии“ наглядно демонстрировало религиозно-культурную общность католиков и православных».

## Публикации
статьи
- Выпускной акт в Московских Духовных школах // Журнал Московской Патриархии. — 1981. — № 8. — С. 33-34.
- Богословская концепция священника Павла Флоренского // Журнал Московской Патриархии. — 1982. — № 5. — С. 73-75.
- Гносеология священника Павла Флоренского // Богословские труды. Сборник, посвященный 300-летию Московской Духовной Академии — М, 1986. — С. 264—292.
- Первое заседание Совместной комиссии Польского Экуменического Совета и Русской Православной Церкви // Журнал Московской Патриархии. — 1986. — № 5. — С. 62-63.
- К 25-летию вступления Русской Православной Церкви во Всемирный Совет Церквей // Журнал Московской Патриархии. — 1987. — № 2. — С. 55-59.
- Некоторые аспекты богословия протоиерея Георгия Флоровского (к 10-летию со дня кончины) // Журнал Московской Патриархии. — 1989. — № 4. — С. 64-69, 72.
- Диакония — путь духовного совершенствования личности // Журнал Московской Патриархии. — 1989. — № 8. — С. 73; № 9. — С. 73-74.
- Как восстановить историческое преемство? // Русская мысль. 1989. № 4212. 5-11 марта 1989.
- Есть ли место братства в современной жизни Русской Церкви? // Русская мысль. 19-25 января 1995. — С. 16.
- К богословию имени // Путь Православия. — 1993. — № 1. — С. 123—134.
  - К богословию имени // Имяславие. Сборник богословско-публицистических статей, документов и комментариев. Том 2. — М., 2005. — С. 521—533
- Проповедь в день памяти прп. Андрея Рублева, иконописца // Альфа и Омега. — 1994. — № 3. — С. 167—169.
- Философия образа и искусство // Путь Православия. — 1994. — № 3. — С. — 180—186.
- Церковь и национальный вопрос // Русская мысль. — № 4038, 14-20 июля 1994. — C. 9.
- Особенности евангелизации в новой России // Вестник Московского государственного университета. Сер.: Журналистика. 1995. — № 3.
- Жизнь во Христе — единство, предлагаемое миру: Доклад на международной конференции «Призыв к единству в многообразии», Сериате (Бергамо), 6-8 июня 1997 года // Русская мысль = La pensee russe / Гл. ред. И. Кривова. — 25/06/1997. — № 4179. — С. 6-7.
- Умер князь Константин Андроников // Русская мысль. 1997. — № 4191. 2—8 октября.
- Рецидив «провинциального конфессионализма» // Церковно-общественный вестник № 7. Приложение к «Русской мысли» от 16.1.1997
- Христианство и демократия // Русская мысль. No 4205. 15—21 января 1998
- Жертва вечерняя…: Недогматические размышления // Русская мысль. — 18/06/1998. — No. 4227.
- Духовная аномалия // Русская мысль. 1998. — No. 4239.
- Свидетельство Иоанна Крестителя: Размышления над священным писанием // Русская мысль. — 15/04/1999. — No. 4265.
- Возможна ли христианская политика в современной России? Взгляд православного священник // Диа-Логос. Религия и общество. 1998-99. — М.: «Истина и Жизнь», 1999. — С. 406—410.
- Политика семьи — политика государства // Семья на пороге тысячелетия: материалы 20 Международного конгресса / ред. Е. Ю. Гениева [и др.]. — М.: Рудомино, 2000. — C. 174-?

книги
- Православие и христианские разделения: Исторический очерк. — М.: Издательство «Центр по изучению религий», 1996. — 219 с.
- У стен нового Иерусалима. — М.: RA; Париж: La Presse libre, 2000. — 239 с. — ISBN 5-85164-074-X
- Начала. Опыт прочтения четвертого Евангелия. — М.: ББИ, 2010. — 361 с. — (Читая Библию). — ISBN 978-5-896-47-220-9